# Stadio Artemio Franchi (Fiorentina)
Stadio Artemio Franchi is het stadion van de Italiaanse voetbalclub ACF Fiorentina. Het stadion biedt plaats aan 47.282 mensen. Het gehele stadion is gebouwd uit cement, inclusief een toren van 70 meter. Deze wordt "Torre di Maratona" genoemd, ofwel de "Toren van Marathon".
Het stadion is ontworpen door Pier Luigi Nervi en gebouwd in 1931, de tijd van het Fascisme. De plattegrond van het stadion heeft de vorm van een hoofdletter D, genoemd naar de Duce Benito Mussolini. Aanvankelijk werd het stadion "Stadio Comunale Giovanni Berta" (gemeentelijk stadion Giovanni Berta, een in 1921 overleden fascist) en later "Stadio Comunale" genoemd.  In 1991 is het hernoemd naar de voormalige president van de Italiaanse voetbalbond, Artemio Franchi. 
Het wordt beschouwd als een meesterwerk van de Italiaanse rationalistische architectuur.
In 1987 traden er diverse bekende artiesten op, zoals Madonna, David Bowie en Level 42.
Het Italiaans voetbalelftal heeft vele malen in dit stadion gespeeld en verloor hier nog nooit een wedstrijd.

## Interlands
Tot op heden werden 39 interlands gespeeld in Stadio Artemio Franchi.
| №                               | Datum                          | Wedstrijd                            | Uitslag                        | Competitie                     | Toeschouwers                   |
| Stadio Comunale Giovanni Berta  | Stadio Comunale Giovanni Berta | Stadio Comunale Giovanni Berta       | Stadio Comunale Giovanni Berta | Stadio Comunale Giovanni Berta | Stadio Comunale Giovanni Berta |
| ------------------------------- | ------------------------------ | ------------------------------------ | ------------------------------ | ------------------------------ | ------------------------------ |
| 1                               | 7 mei 1933                     | Italië – Tsjecho-Slowakije           | 2 – 0                          | Vriendschappelijk              |                                |
| 2                               | 3 december 1933                | Italië – Zwitserland                 | 5 – 2                          | Vriendschappelijk              |                                |
| 3                               | 27 mei 1934                    | België – Duitsland                   | 2 – 5                          | WK 1934 Eerste ronde           | ~8.000                         |
| 4                               | 31 mei 1934                    | Italië – Spanje                      | 1 – 1                          | WK 1934 Kwartfinale            | ~35.000                        |
| 5                               | 1 juni 1934                    | Italië – Spanje                      | 1 – 0                          | WK 1934 Kwartfinale            | ~45.000                        |
| 6                               | 26 maart 1939                  | Italië – Duitsland                   | 3 – 2                          | Vriendschappelijk              |                                |
| Stadio Comunale                 |                                |                                      |                                |                                |                                |
| 7                               | 27 april 1947                  | Italië – Zwitserland                 | 5 – 2                          | Vriendschappelijk              |                                |
| 8                               | 22 mei 1949                    | Italië – Oostenrijk                  | 3 – 1                          | Vriendschappelijk              |                                |
| 9                               | 11 december 1949               | Frankrijk – Joegoslavië              | 2 – 3                          | WK-kwalificatie                | 25.000                         |
| 10                              | 11 november 1951               | Italië – Zweden                      | 1 – 1                          | Vriendschappelijk              |                                |
| 11                              | 18 mei 1952                    | Italië – Engeland                    | 1 – 1                          | Vriendschappelijk              |                                |
| 12                              | 29 november 1959               | Italië – Hongarije                   | 1 – 1                          | Vriendschappelijk              |                                |
| 13                              | 29 augustus 1960               | Turkije – Joegoslavië                | 0 – 4                          | Olympische Spelen              |                                |
| 14                              | 15 juni 1961                   | Italië – Argentinië                  | 4 – 1                          | Vriendschappelijk              |                                |
| 15                              | 5 mei 1962                     | Italië – Frankrijk                   | 2 – 1                          | Vriendschappelijk              |                                |
| 16                              | 11 april 1964                  | Italië – Tsjecho-Slowakije           | 0 – 0                          | Vriendschappelijk              |                                |
| 17                              | 1 mei 1965                     | Italië – Wales                       | 4 – 1                          | Vriendschappelijk              |                                |
| 18                              | 29 december 1965               | België – Bulgarije                   | 1 – 2                          | WK-kwalificatie                | 11.659                         |
| 19                              | 29 juni 1966                   | Italië – Mexico                      | 5 – 0                          | Vriendschappelijk              |                                |
| 20                              | 5 juni 1968                    | Engeland – Joegoslavië               | 0 – 1                          | EK 1968 Halve finale           | 21.834                         |
| 21                              | 8 december 1970                | Italië – Ierland                     | 3 – 0                          | EK-kwalificatie                |                                |
| 22                              | 30 december 1975               | Italië – Griekenland                 | 3 – 2                          | Vriendschappelijk              | 41.092                         |
| 23                              | 23 september 1978              | Italië – Turkije                     | 1 – 0                          | Vriendschappelijk              |                                |
| 24                              | 26 september 1979              | Italië – Zweden                      | 1 – 0                          | Vriendschappelijk              |                                |
| 25                              | 4 december 1982                | Italië – Roemenië                    | 0 – 0                          | EK-kwalificatie                | 50.478                         |
| 26                              | 10 juni 1990                   | Tsjecho-Slowakije – Verenigde Staten | 5 – 1                          | WK 1990 Groepsfase (A)         | 33.266                         |
| 27                              | 15 juni 1990                   | Oostenrijk – Tsjecho-Slowakije       | 0 – 1                          | WK 1990 Groepsfase (A)         | 38.962                         |
| 28                              | 19 juni 1990                   | Oostenrijk – Verenigde Staten        | 2 – 1                          | WK 1990 Groepsfase (A)         | 34.857                         |
| 29                              | 30 juni 1990                   | Argentinië – Joegoslavië             | 0 – 0                          | WK 1990 Kwartfinale            | 38.971                         |
| Stadio Comunale Artemio Franchi |                                |                                      |                                |                                |                                |
| 30                              | 20 januari 1993                | Italië – Mexico                      | 2 – 0                          | Vriendschappelijk              |                                |
| 31                              | 1 maart 2006                   | Italië – Duitsland                   | 4 – 1                          | Vriendschappelijk              |                                |
| 32                              | 30 mei 2008                    | Italië – België                      | 3 – 1                          | Vriendschappelijk              |                                |
| 33                              | 7 september 2010               | Italië – Faeröer                     | 5 – 0                          | EK-kwalificatie                | 19.266                         |
| 34                              | 6 september 2011               | Italië – Slovenië                    | 1 – 0                          | EK-kwalificatie                | 18.000                         |
| 35                              | 3 september 2015               | Italië – Malta                       | 1 – 0                          | EK-kwalificatie                | 12.000                         |
| 36                              | 4 september 2020               | Italië – Bosnië en Herzegovina       | 1 – 1                          | UEFA Nations League            | 0                              |
| 37                              | 7 oktober 2020                 | Italië – Moldavië                    | 6 – 0                          | Vriendschappelijk              | 1.000                          |
| 38                              | 11 november 2020               | Italië – Estland                     | 4 – 0                          | Vriendschappelijk              | 0                              |
| 39                              | 2 september 2021               | Italië – Bulgarije                   | 1 – 1                          | WK-kwalificatie                | 14.366                         |

Stadio Renato Dall'Ara (Bologna) · Stadio Luigi Ferraris (Genua) · Stadio Comunale Giovanni Berta (Florence) · Stadio Nazionale PNF (Rome) · Stadio San Siro (Milaan) · Stadio Giorgio Ascarelli (Napels) · Stadio Mussolini (Turijn) · Stadio Giuseppe Grezar (Triëst)
Stadio San Nicola (Bari) · Stadio Luigi Ferraris (Genua) · Stadio Olimpico (Rome) · Stadio Renato Dall'Ara (Bologna) · Stadio Giuseppe Meazza (Milaan) · Stadio delle Alpi (Turijn) · Stadio Sant'Elia (Cagliari) · Stadio San Paolo (Napels) · Stadio Friuli (Udine) · Stadio Communale (Florence) · Stadio Della Favorita (Palermo) · Stadio Marcantonio Bentegodi (Verona)
Giuseppe Meazza (AC Milan/Inter Milan) ·
Olimpico (AS Roma/SS Lazio) ·
Atleti Azzuri (Atalanta Bergamo) ·
Renato Dall'Ara (Bologna) ·
Giovanni Zini (Cremonese) ·
Carlo Castellani (Empoli) ·
Artemio Franchi (Fiorentina) ·
Marcantonio Bentegodi (Hellas Verona) ·
Allianz Stadium (Juventus) ·
Via del Mare (Lecce) ·
Brianteo (Monza) ·
Diego Armando Maradona (Napoli) ·
Arechi (Salernitana) ·
Luigi Ferraris (Sampdoria) ·
Città del Tricolore (Sassuolo) ·
Alberto Picco (Spezia) ·
Olimpico di Torino (Torino) ·
Friuli (Udinese)
Cino e Lillo Del Duca (Ascoli) ·
San Nicola (Bari) ·
Ciro Vigorito (Benevento) ·
Mario Rigamonti (Brescia) ·
Unipol Domus (Cagliari) ·
Pier Cesare Tombolato (Cittadella) ·
Giuseppe Sinigaglia (Como) ·
San Vito-Gigi Marulla (Cosenza) ·
Benito Stirpe (Frosinone) ·
Luigi Ferraris (Genoa) ·
Alberto Braglia (Modena) ·
Renzo Barbera (Palermo) ·
Ennio Tardini (Parma) ·
Renato Curi (Perugia) ·
Garibaldi-Romeo Anconetani (Pisa) ·
Oreste Granillo (Reggina) · 
Paolo Mazza (SPAL) ·
Druso (Südtirol) ·
Libero Liberati (Ternana) ·
Pierluigi Penzo (Venezia)